# Bad Schwalbach
Bad Schwalbach est une ville de Hesse (Allemagne), située dans l'arrondissement de Rheingau-Taunus, dans le district de Darmstadt.